# Équipe d'Argentine de football à la Copa América 1942
L'équipe d'Argentine de football participe à sa 16e Copa América lors de l'édition 1942 qui a eu lieu à Montevideo en Uruguay du 10 janvier au 7 février 1942.

## Résultats
Les sept équipes participantes sont réunies au sein d'une poule unique où chaque formation rencontre une fois ses adversaires. À l'issue des rencontres, l'équipe classée première remporte la compétition.
|   | Équipe    | Pts | J | G | N | P | BP | BC | Diff |
| - | --------- | --- | - | - | - | - | -- | -- | ---- |
| 1 | Uruguay   | 12  | 6 | 6 | 0 | 0 | 21 | 2  | +19  |
| 2 | Argentine | 10  | 6 | 5 | 0 | 1 | 21 | 6  | +15  |
| 3 | Brésil    | 7   | 6 | 3 | 1 | 2 | 15 | 7  | +8   |
| 4 | Paraguay  | 6   | 6 | 2 | 2 | 2 | 11 | 10 | +1   |
| 5 | Pérou     | 4   | 6 | 1 | 2 | 3 | 5  | 10 | -5   |
| 6 | Chili     | 3   | 6 | 1 | 1 | 4 | 4  | 15 | -11  |
| 7 | Équateur  | 0   | 6 | 0 | 0 | 6 | 4  | 31 | -27  |

| 11 janvier | Argentine | 4  | 3 | Paraguay  |
| 22 janvier | Argentine | 12 | 0 | Équateur  |
| 25 janvier | Argentine | 3  | 1 | Pérou     |
| 31 janvier | Argentine | 0  | 0 | Chili     |
| 7 février  | Uruguay   | 1  | 0 | Argentine |

### Matchs
| 11 janvier 1942                                                                                    | Argentine                                       | 4 – 3 | Paraguay                      | Stade Centenario (Montevideo)                        |                                                      |
| | Sandoval 9e · Masantonio 30e, 47e · Perucca 88e | (2 - 0) | Sánchez 59e · Aveiro 75e, 86e | Spectateurs : 20 000 Arbitrage : José Ferreira Lemos | Spectateurs : 20 000 Arbitrage : José Ferreira Lemos |
| Gualco - Salomón, Alberti - Blotto, Perucca, Ramos - Tossoni, Sandoval, Masantonio, Moreno, García | Équipes                                         | Alonso - Benítez, Acosta - Escobar ( Benegas), Ortega ( Cantero), Granje - Barrios, Aveiro, Sánchez, Mingo ( Baudo Franco), Ibáñez |                               | Spectateurs : 20 000 Arbitrage : José Ferreira Lemos | Spectateurs : 20 000 Arbitrage : José Ferreira Lemos |

| 17 janvier 1942 | Argentine                  | 2 – 1 | Brésil       | Stade Centenario (Montevideo)                   |                                                 |
| | García 3e · Masantonio 27e | (2 - 1) | Servílio 37e | Spectateurs : 30 000 Arbitrage : Enrique Cuenca | Spectateurs : 30 000 Arbitrage : Enrique Cuenca |
| Gualco - Salomón ( 70e Montañés), Alberti - Esperón, Videla ( 46e Perucca), Ramos - Tossoni ( 65e Heredia), Pedernera, Masantonio, Moreno, García | Équipes                    | Cajú - Domingos da Guia, Osvaldo - Afonsinho, Brandão, Dino II - Cláudio ( Amorim), Servílio ( Zizinho), Pirilo, Tim, Patesko ( Pipí) |              | Spectateurs : 30 000 Arbitrage : Enrique Cuenca | Spectateurs : 30 000 Arbitrage : Enrique Cuenca |

| 22 janvier 1942                                                                                      | Argentine                                                                                                | 12 – 0 | Équateur | Stade Centenario (Montevideo)                |                                              |
| | García 2e · Moreno 12e, 16e, 22e, 32e, 89e · Pedernera 25e · Masantonio 54e, 65e, 68e, 70e · Perucca 88e | (6 - 0) |          | Spectateurs : 25 000 Arbitrage : Manuel Soto | Spectateurs : 25 000 Arbitrage : Manuel Soto |
| Gualco - Salomón, Valussi - Esperón, Perucca, Ramos - Heredia, Pedernera, Masantonio, Moreno, García | Équipes                                                                                                  | Medina - Zurita, Ronquillo - Sempértegui, Zambrano ( Torres), L. Mendoza - Alvarez, Jiménez, Gavilánez ( Herrera), Alcívar, Acevedo |          | Spectateurs : 25 000 Arbitrage : Manuel Soto | Spectateurs : 25 000 Arbitrage : Manuel Soto |

| 25 janvier 1942 | Argentine                     | 3 – 1 | Pérou         | Stade Centenario (Montevideo)                  |                                                |
| | Heredia 12e · Moreno 65e, 72e | (1 - 1) | Fernández 17e | Spectateurs : 12 000 Arbitrage : Aníbal Tejada | Spectateurs : 12 000 Arbitrage : Aníbal Tejada |
| Gualco - Salomón ( 80e Montañés), Alberti - Esperón, Perucca, Ramos - Heredia ( 75e Tossoni), Pedernera, Masantonio ( 65e Laferrara), Moreno, García | Équipes                       | Soriano - Quispe, Luna - T. Guzmán, Biffi, Lobatón ( Portal) - Quiñónez, Magallanes, Fernández, L. Guzmán ( Zegarra), Magán ( Hurtado) |               | Spectateurs : 12 000 Arbitrage : Aníbal Tejada | Spectateurs : 12 000 Arbitrage : Aníbal Tejada |

| 31 janvier 1942                                                                                    | Argentine | 0 – 0 | Chili | Stade Centenario (Montevideo)                   |
| |           | |       | Spectateurs : 15 000 Arbitrage : Enrique Cuenca |
| Gualco - Salomón, Alberti - Esperón, Videla, Ramos - Heredia, Pedernera, Laferrara, Moreno, García | Équipes   | Livingstone - Roa, Salfate - Cabrera, Medina, Pastene - Armingol ( Torres), Barrera, Contreras ( M. Arancibia), Domínguez, Riera |       |                                                 |

| 7 février 1942 | Uruguay      | 1 – 0 | Argentine | Stade Centenario (Montevideo)                           |                                                         |
| | Zapirain 57e | (0 - 0) |           | Spectateurs : 70 000 Arbitrage : Marcos Gerinaldo Rojas | Spectateurs : 70 000 Arbitrage : Marcos Gerinaldo Rojas |
| Paz - Romero, Muñiz - Rodríguez, O. Varela, Gambetta - L. E. Castro, S. Varela ( 21e Chirimini ( 84e Correa)), Ciocca, Porta, Zapirain | Équipes      | Gualco - Salomón, Valussi ( 31e Montañés) - Esperón, Perucca, Ramos - Heredia ( 72e Pedernera), Sandoval, Masantonio, Moreno, García ( 65e Ferreyra) |           | Spectateurs : 70 000 Arbitrage : Marcos Gerinaldo Rojas | Spectateurs : 70 000 Arbitrage : Marcos Gerinaldo Rojas |

## Navigation